# Vilhelmsborg
|  | Vilhelmsborg er også en landbrugsejendom i Gamtofte Sogn i Assens Kommune, se Vilhelmsborg |
Vilhelmsborg er en hovedgård, der ligger 9 kilometer sydvest for Aarhus i Mårslet Sogn, Ning Herred, Århus Amt. Gården hed før 1688 Skumstrup efter en landsby, som oprindeligt lå her. Den toetagers hovedbygning er opført 1842-44 i klassicistisk stil ved Ferdinand Thielemann. Vilhelmsborg Gods er på 288 hektar.
Gården nævnes første gang i 1486 og har blandt andet tilhørt slægterne Galt, Favrskov og Marselis. Vilhelm Marselis fik 1673 Vilhelmsborg ophøjet til Baroniet Wilhelmsborg, samtidig med at han blev adlet under navnet Güldencrone. Baroniet blev ophævet i 1921. Siden 1973 har Aarhus Kommune været ejer af Vilhelmsborg, der i dag fungerer som Danmarks Nationale Hestesportscenter. I parken til godset opfører Vilhelmsborg Festspil hvert år et syngespil eller en musical, som ses af 16.000-20.000 mennesker.

## Historie
Gården er kendt fra 1486, hvor den skal have tilhørt væbneren Orm. I1529 tilhørte den Anders Ebbesen Galt og fra 1543 hans bror, rigsråd Peder Ebbesen Galt.
Skumstrups hovedbygning fra 1600-tallet er udgravet. Den har ligget i haven vinkelret på den nuværende hovedbygning. Den har været i to etager med et trappetårn i midten mod gårdspladsen. På 1. sal var der en stor riddersal. Der var to sidebygninger med køkken og kamre og en firlænget ladegård.
I midten af 1600-tallet samlede rentemester Mogens Friis et anseligt gods omkring Skumstrup og Moesgård, i alt omkring 1.430 tønder hartkorn. Han solgte godset i 1662 til hollænderen Gabriel Marselis, hvis søn Vilhelm Marselis i 1673 fik det ophøjet til baroni under navnet Vilhelmsborg. Han blev samtidig adlet under navnet Güldencrone, og hans efterkommere sad på gården til 1923.
I 1923 blev Vilhelmsborg købt af forpagter Lars Hviid fra Vosnæsgård. Han ejede gården til sin død i 1954, hvor hans søn Knud Hviid overtog den.
I 1973 købte Aarhus Kommune Vilhelmsborg med bygninger, jord og skov for 7,1 millioner kroner. Vilhelmsborg fungerer i dag som Danmarks Nationale Hestesportscenter.

## Ejere af Vilhelmsborg
- (1486) væbneren Orm
- (1486-1529) Familien Galt
- (1529-1543) Anders Ebbesen Galt
- (1543) Peder Ebbesen Galt
- (1543-1563) Jost Andersen Ulfeldt
- (1563-1591) Anne Nielsdatter Kaas
- (1591-1600) Anne Jostsdatter Ulfeldt
- (1600-1625) Jørgen Friis
- (1625-1651) Niels Jørgensen Friis
- (1651-1662) Mogens Nielsen Friis
- (1662-1673) Gabriel Marselis
- (1673-1683) Vilhelm Marselis lensbaron Güldencrone
- (1683-1692) Regitze Sophie Vind
- (1692-1746) Christian lensbaron Güldencrone
- (1746-1747) Vilhelm lensbaron Güldencrone
- (1747-1753) Matthias lensbaron Güldencrone
- (1753-1788) Christian Frederik lensbaron Güldencrone
- (1788-1822) Frederik Julius Christian lensbaron Güldencrone
- (1822-1824) Enkefru Cathrine Marie lensbaronesse Güldencrone født Thygesdatter de Thygeson
- (1824-1863) Ove Christian Ludvig Emerentius lensbaron Güldencrone
- (1863-1895) Carl Vilhelm Ludvig Marinus Christian Frederik baron Güldencrone
- (1895-1920) Ove Theodor Carl baron Gyldenkrone
- (1920-1923) Holger lensbaron Gyldenkrone-Rysensteen
- (1923-1954) Lars Niels Christian Hviid
- (1954-1973) Knud Gustav Hviid
- (1973-) Aarhus Kommune